# Lądowisko Polinar Kraków-Dąbie
Lądowisko Polinar Kraków-Dąbie – śmigłowcowe lądowisko w Krakowie, w województwie małopolskim. Lądowisko należy do P.H.U. "Polinar".
Lądowisko figuruje w ewidencji lądowisk Urzędu Lotnictwa Cywilnego od 2014 pod numerem 278.